# Profil hipsometryczny

Przykładowy profil dla trasy wyścigu kolarskiego

Profil hipsometryczny (z gr. hýpsos – wysokość) to pionowy przekrój lądu przedstawiający rozkład wysokości. Tworzony jest w oparciu o zebranie danych wysokościowych z poziomic przecinających linię zakreśloną na mapie. Dopiero wtedy można wykonać wykres przedstawiający rzeźbę terenu wzdłuż danej linii. Składa się on z osi pionowej przedstawiającej wartości wysokości bezwzględnych oraz poziomej, która ilustruje położenie danego punktu (odległość od początku układu, tj. miejsca, gdzie ma swój początek linia na mapie). Profil hipsometryczny pomaga w uzyskaniu informacji o rzeźbie danego terenu. 
W oparciu o profil hipsometryczny rysuje się krzywą hipsograficzną, czyli wykres zależności pomiędzy poszczególnymi wysokościami a powierzchnią, którą te wysokości zajmują. Na osi pionowej przedstawione są wartości wysokości bezwzględnych, zaś na poziomej proporcje zajmowanej powierzchni. 